# Carl Schmidt (Politiker, 1854)
Carl Adolf Schmidt (* 8. Januar 1854 in Halle (Saale); † 7. Juni 1909 ebenda) war Unternehmer und Mitglied des Deutschen Reichstags.

## Leben
Schmidt besuchte die Bürger- und Realschule I. Ordnung der Franckeschen Stiftungen in Halle. Vom 1. April 1874 bis 1875 war er Einjährig-Freiwilliger im Füsilier-Regiment Nr. 36. Er widmete sich der kaufmännischen Laufbahn und übernahm 1884 die väterliche Weizenstärkefabrik in Halle.

## Politische Tätigkeiten
Schmidt war Stadtverordneter in Halle, Mitglied des preußischen Abgeordnetenhauses seit 1903 bis zu seinem Tode und Mitglied des Provinzial-Landtages der Provinz Sachsen.
Ab 1907 war er Mitglied des Deutschen Reichstags für den Wahlkreis Regierungsbezirk Merseburg 4 (Halle (Saale), Saalkreis) und die Freisinnige Volkspartei.